# Salto del Laja
Salto del Laja je soustava čtyř vodopádů na řece Río de La Laja v Chile. Nachází se 25 km severně od města Los Ángeles v regionu Bío-Bío. Vodopády mají tvar podkovy a dosahují výšky od čtyřiceti do padesáti pěti metrů, řeka pod nimi vytváří kaňon široký dvacet metrů a dlouhý čtyři kilometry. Místo je dobře dostupné po dálnici Panamericana a patří k nejnavštěvovanějším turistickým atrakcím v Chile, bývá přirovnáváno k Niagarským vodopádům. Domorodí Mapučové považovali vodopády za posvátné a provozovali zde zasvěcovací rituály mladých mužů.